# So Yi-hyun
So Yi hyun (Hangul: 소이현; de nacimiento Jo Woo jung, 조우정) es una actriz surcoreana. 

## Carrera
Ha participado en series como Hyena, Assorted Gems, Gloria, Heartstrings, Glowing She, Cheongdam-dong Alice, y Who Are You? ya sea como protagonista o personaje de reparto.

## Vida personal
Se casó con el actor In Gyo-jin el 4 de octubre de 2014. Ambos habían sido amigos durante una década antes de empezar a salir, siendo coprotagonistas en  Aeja's Older Sister, Minja (2008) y Happy Ending (2012). Su primera hija nació el 4 de diciembre de 2015. En octubre de 2017, dio a luz a su segunda hija.

## Filmografía

### Series de televisión
| Año     | Título                                                | Papel                                             | Canal     | Ref.          |
| ------- | ----------------------------------------------------- | ------------------------------------------------- | --------- | ------------- |
| 2003    | Yellow Handkerchief                                   | Yoon Na-young                                     | KBS1      |               |
| 2003    | Fairy and Swindler                                    | Ji-na                                             | SBS       |               |
| 2003    | Punch                                                 | Oh Hae-mi                                         | SBS       |               |
| 2004    | April Kiss                                            | Jang Jin-ah                                       | KBS2      |               |
| 2004    | Where Are Arrows We Shoot? (MBC Best Theater ep. 569) | Hee-young                                         | MBC       |               |
| 2005    | Resurrection                                          | Lee Kang-joo                                      | KBS2      |               |
| 2006    | Special Crime Investigation: Murder in the Blue House | Park Hee-young                                    | KBS2      |               |
| 2006    | Hyena                                                 | Lee Jung-yoon                                     | tvN       |               |
| 2008    | Before and After: Plastic Surgery Clinic              | Hong Ki-nam                                       | MBC       |               |
| 2008    | Aeja's Older Sister, Minja                            | Lee Chae-rin                                      | SBS       |               |
| 2009    | Swallow the Sun                                       | Yoo Mi-ran                                        | SBS       |               |
| 2009    | Assorted Gems                                         | Gung Ryu-bi (Ruby)                                | MBC       |               |
| 2010    | Gloria                                                | Jung Yoon-seo                                     | MBC       |               |
| 2011    | Heartstrings                                          | Jung Yoon-soo                                     | MBC       |               |
| 2012    | Glowing She                                           | Jeon Ji-hyun                                      | KBS Drama |               |
| 2012    | Happy Ending                                          | Park Na-young                                     | JTBC      |               |
| 2012    | Cheongdam-dong Alice                                  | Seo Yoon-joo                                      | SBS       |               |
| 2013    | I Can Hear Your Voice                                 | abogada de Min Joon-gook (cameo, episodios 1, 12) | SBS       |               |
| 2013    | Who Are You?                                          | Yang Shi-ohn                                      | tvN       |               |
| 2014    | Three Days                                            | Lee Cha-young                                     | SBS       |               |
| 2016    | Secrets of Women                                      | Kang Ji-yoo                                       | KBS2      |               |
| 2016    | Entourage                                             | Cameo                                             | tvN       |               |
| 2016    | The Sound of Your Heart                               |                                                   | KBS2      |               |
| 2021    | Red Shoes                                             | Kim Jemma                                         | KBS2      | [ 13 ]        |
| 2023-24 | My Happy Ending                                       | Kwon Yoon-jin                                     | TV Chosun | [ 14 ] [ 15 ] |

### Cine
| Año  | Título                               | Rol            |
| ---- | ------------------------------------ | -------------- |
| 2004 | Father and Son: The Story of Mencius | Choi Hyun-jung |
| 2006 | Dark Forest                          | Kim Jung-ah    |
| 2006 | The Restless                         | Hyo            |
| 2013 | Top Star                             | Mi-na          |

### Espectáculo de variedades
| Año       | Título                                   | Red      | Notas    |
| --------- | ---------------------------------------- | -------- | -------- |
| 2004–2005 | Music Bank                               | KBS2     | MC       |
| 2011      | It City: So Yi-hyun's Taste of Indochina | Olive TV | viajera  |
| 2013      | Section TV                               | MBC      | MC       |
| 2020      | Running Man                              | SBS      | invitada |

### Presentadora
| Año  | Evento                       | Función        | Notas  |
| ---- | ---------------------------- | -------------- | ------ |
| 2019 | Soribada Best K-Music Awards | copresentadora | [ 18 ] |

### Vídeos musicales
| Año  | Título en coreano | Título en inglés                  | Artista     |
| ---- | ----------------- | --------------------------------- | ----------- |
| 2002 | 감기              | "Cold"                            | Lee Ki-chan |
| 2006 | 마지막 은영이에게 | "To Eun-young, for the Last Time" | KCM         |
| 2006 | 태양의 눈물       | "Tears of the Sun"                | KCM         |

## Premios y nominaciones
| Año  | Premio                       | Categoría                                         | Nominación                   | Resultado |
| ---- | ---------------------------- | ------------------------------------------------- | ---------------------------- | --------- |
| 2003 | SBS Drama Awards             | Premio Nueva Estrella                             | Punch                        | Ganadora  |
| 2013 | SBS Drama Awards             | Premio a la excelencia, Actriz en una miniserie   | Cheongdam-dong Alice         | Nominada  |
| 2014 | SBS Drama Awards             | Premio a la excelencia, Actriz en una miniserie   | Tres Días                    | Ganadora  |
| 2016 | KBS Drama Awards             | Premio a la excelencia, Actriz en un drama diario | Los secretos de las Mujeres  | Ganadora  |
| 2018 | 12th SBS Entertainment Award | Excellence (Show/Talk)                            | Same Bed, Different Dreams 2 | Ganadora  |
| 2018 | 12th SBS Entertainment Award | Best Family (junto a In Kyo Jin)                  | Same Bed, Different Dreams 2 | Ganadora  |
| 2019 | 2019 SBS Entertainment Award | Radio DJ Award                                    | Going Home with So Yi Hyun   | Ganadora  |
| 2021 | KBS Drama Awards             | Excellence Award, Actress in a Daily Drama        | Red Shoes                    | Ganadora  |